# Alfa Sextantis
Alfa Sextantis (α Sex / 15 Sextantis) è la stella più brillante della costellazione del Sestante.
Ha una magnitudine apparente di 4,48, dista dalla Terra 287 anni luce ed è una stella gigante bianca di classe A.
Nonostante l'età di circa 300 milioni di anni ed un raggio poco meno di 4 quello del Sole, è classificata come gigante, perché è già sul punto di terminare l'idrogeno da fondere in elio nel suo nucleo. Entro i prossimi 60 milioni di anni la stella diventerà una vera e propria gigante rossa, aumentando di gran lunga il raggio e la propria luminosità intrinseca.